# Zarkt
Zarkt (franska: Zarkt (CR), Zarkt (Commune Rurale), arabiska: زرقات) är en kommun i Marocko.   Den ligger i provinsen Al Hoceïma och regionen Tanger-Tétouan-Al Hoceïma, i den nordöstra delen av landet, 250 km öster om huvudstaden Rabat. Antalet invånare är 6 750.